# Lycosa
Lycosa is een geslacht van spinnen uit de familie wolfspinnen (Lycosidae). De soorten worden tarantula's genoemd, wat voor verwarring zorgt met andere groepen van spinnen. In de Engelse taal worden met de term Tarantulas de grote, harige spinnen uit de familie Theraphosidae aangeduid, beter bekend als de vogelspinnen. Hieraan zijn de kleine en ongevaarlijke Lycosa- soorten echter niet verwant. De naam tarantula is afkomstig van de Italiaanse stad Tarente en werd aanvankelijk alleen gebruikt voor de soort Lycosa tarantula.

## Kenmerken
Deze bruine spin heeft 3 rijen ogen: 2 middelgrote aan de bovenzijde, 2 grote in de middelste rij en 4 kleine in de onderste rij.

## Behuizing
De solitaire vrouwtjes bewonen een gat in de grond, dat is bekleed met een zijdeachtig web en kan worden afgesloten met een gesponnen dekseltje, dat open en dicht geklapt kan worden en voor veel dieren een dodelijke val vormt.

## Voortplanting
Het mannetje zoekt in de paringstijd een partner, maar zal na de paring vluchten, voordat het vrouwtje hem opeet.

## Soorten
De volgende soorten zijn bij het geslacht ingedeeld:
- Lycosa abnormis Guy, 1966
- Lycosa accurata Becker, 1886
- Lycosa adusta Banks, 1898
- Lycosa affinis Lucas, 1846
- Lycosa ambigua Barrientos, 2004
- Lycosa anclata Franganillo, 1946
- Lycosa apacha Chamberlin, 1925
- Lycosa approximata F. O. P.-Cambridge, 1885
- Lycosa arambagensis Biswas & Biswas, 1992
- Lycosa ariadnae McKay, 1979
- Lycosa articulata Costa, 1875
- Lycosa artigasi Casanueva, 1980
- Lycosa asiatica Sytshevskaja, 1980
- Lycosa aurea Hogg, 1896
- Lycosa auroguttata Keyserling, 1891
- Lycosa australicola Strand, 1913
- Lycosa australis Simon, 1884
- Lycosa balaramai Patel & Reddy, 1993
- Lycosa barnesi Gravely, 1924
- Lycosa bedeli Simon, 1876
- Lycosa beihaiensis Yin, Bao & Zhang, 1995
- Lycosa bezzii Mello-Leitão, 1944
- Lycosa bhatnagari Sadana, 1969
- Lycosa biolleyi Banks, 1909
- Lycosa bistriata Gravely, 1924
- Lycosa boninensis Tanaka, 1989
- Lycosa bonneti Guy & Carricaburu, 1967
- Lycosa brunnea F. O. P.-Cambridge, 1902
- Lycosa caenosa Rainbow, 1899
- Lycosa canescens Schenkel, 1963
- Lycosa capensis Simon, 1898
- Lycosa carbonelli Costa & Capocasale, 1984
- Lycosa carmichaeli Gravely, 1924
- Lycosa cerrofloresiana Petrunkevitch, 1925
- Lycosa chaperi Simon, 1885
- Lycosa choudhuryi Tikader & Malhotra, 1980
- Lycosa cingara C. L. Koch, 1847
- Lycosa clarissa Roewer, 1951
- Lycosa coelestis L. Koch, 1878
- Lycosa connexa Roewer, 1960
- Lycosa contestata Montgomery, 1903
- Lycosa corallina McKay, 1974
- Lycosa coreana Paik, 1994
- Lycosa cowlei Hogg, 1896
- Lycosa cretacea Simon, 1898
- Lycosa dacica Pavesi, 1898
- Lycosa danjiangensis Yin, Zhao & Bao, 1997
- Lycosa dilatata F. O. P.-Cambridge, 1902
- Lycosa dimota Simon, 1909
- Lycosa discolor Walckenaer, 1837
- Lycosa elysae Tongiorgi, 1977
- Lycosa emuncta Banks, 1898
- Lycosa erjianensis Yin & Zhao, 1996
- Lycosa erythrognatha Lucas, 1836
- Lycosa eutypa Chamberlin, 1925
- Lycosa falconensis Schenkel, 1953
- Lycosa fernandezi F. O. P.-Cambridge, 1899
- Lycosa ferriculosa Chamberlin, 1919
- Lycosa formosana Saito, 1936
- Lycosa frigens Kulczyński, 1916
- Lycosa fuscana Pocock, 1901
- Lycosa futilis Banks, 1898
- Lycosa geotubalis Tikader & Malhotra, 1980
- Lycosa gibsoni McKay, 1979
- Lycosa gigantea Roewer, 1960
- Lycosa gilberta Hogg, 1905
- Lycosa gobiensis Schenkel, 1936
- Lycosa godeffroyi L. Koch, 1865
- Lycosa goliathus Pocock, 1901
- Lycosa grahami Fox, 1935
- Lycosa granatensis Franganillo, 1925
- Lycosa guayaquiliana Mello-Leitão, 1939
- Lycosa hickmani Roewer, 1955
- Lycosa hildegardae Casanueva, 1980
- Lycosa horrida Keyserling, 1877
- Lycosa howarthi Gertsch, 1973
- Lycosa illicita Gertsch, 1934
- Lycosa immanis L. Koch, 1879
- Lycosa impavida Walckenaer, 1837
- Lycosa implacida Nicolet, 1849
- Lycosa indagatrix Walckenaer, 1837
- Lycosa indomita Nicolet, 1849
- Lycosa infesta Walckenaer, 1837
- Lycosa injusta Banks, 1898
- Lycosa innocua Doleschall, 1859
- Lycosa inornata Blackwall, 1862
- Lycosa insulana Bryant, 1923
- Lycosa insularis Lucas, 1857
- Lycosa intermedialis Roewer, 1955
- Lycosa interstitialis Strand, 1906
- Lycosa inviolata Roewer, 1960
- Lycosa iranii Pocock, 1901
- Lycosa ishikariana Saito, 1934
- Lycosa isolata Bryant, 1940
- Lycosa jagadalpurensis Gajbe, 2004
- Lycosa kempi Gravely, 1924
- Lycosa koyuga McKay, 1979
- Lycosa labialis Mao & Song, 1985
- Lycosa labialisoides Peng et al., 1997
- Lycosa laeta L. Koch, 1877
- Lycosa lambai Tikader & Malhotra, 1980
- Lycosa langei Mello-Leitão, 1947
- Lycosa lativulva F. O. P.-Cambridge, 1902
- Lycosa lebakensis Doleschall, 1859
- Lycosa leireana Franganillo, 1918
- Lycosa leuckarti Thorell, 1870
- Lycosa leucogastra Mello-Leitão, 1944
- Lycosa leucophaeoides Roewer, 1951
- Lycosa leucophthalma Mello-Leitão, 1940
- Lycosa leucotaeniata Mello-Leitão, 1947
- Lycosa liliputana Nicolet, 1849
- Lycosa longivulva F. O. P.-Cambridge, 1902
- Lycosa macedonica Giltay, 1932
- Lycosa mackenziei Gravely, 1924
- Lycosa maculata Butt, Anwar & Tahir, 2006
- Lycosa madagascariensis Vinson, 1863
- Lycosa madani Pocock, 1901
- Lycosa magallanica Karsch, 1880
- Lycosa magnifica Hu, 2001
- Lycosa mahabaleshwarensis Tikader & Malhotra, 1980
- Lycosa malacensis Franganillo, 1926
- Lycosa masteri Pocock, 1901
- Lycosa matusitai Nakatsudi, 1943
- Lycosa maya Chamberlin, 1925
- Lycosa mexicana Banks, 1898
- Lycosa minae Dönitz & Strand, 1906
- Lycosa molyneuxi Hogg, 1905
- Lycosa mordax Walckenaer, 1837
- Lycosa moulmeinensis Gravely, 1924
- Lycosa mukana Roewer, 1960
- Lycosa muntea Roewer, 1960
- Lycosa musgravei McKay, 1974
- Lycosa narbonensis Walckenaer, 1806
  - Lycosa narbonensis cisalpina Simon, 1937
- Lycosa niceforoi Mello-Leitão, 1941
- Lycosa nigricans Butt, Anwar & Tahir, 2006
- Lycosa nigromarmorata Mello-Leitão, 1941
- Lycosa nigropunctata Rainbow, 1915
- Lycosa nigrotaeniata Mello-Leitão, 1941
- Lycosa nigrotibialis Simon, 1884
- Lycosa nilotica Audouin, 1826
- Lycosa nordenskjoldi Tullgren, 1905
- Lycosa ovalata Franganillo, 1930
- Lycosa pachana Pocock, 1898
- Lycosa palliata Roewer, 1960
- Lycosa pampeana Holmberg, 1876
- Lycosa paranensis Holmberg, 1876
- Lycosa parvipudens Karsch, 1881
- Lycosa patagonica Simon, 1886
- Lycosa pavlovi Schenkel, 1953
- Lycosa perkinsi Simon, 1904
- Lycosa perspicua Roewer, 1960
- Lycosa philadelphiana Walckenaer, 1837
- Lycosa phipsoni Pocock, 1899
  - Lycosa phipsoni leucophora Thorell, 1887
- Lycosa pia Bösenberg & Strand, 1906
- Lycosa pictipes Keyserling, 1891
- Lycosa pictula Pocock, 1901
- Lycosa pintoi Mello-Leitão, 1931
- Lycosa piochardi Simon, 1876
  - Lycosa piochardi infraclara Strand, 1915
- Lycosa poliostoma C. L. Koch, 1847
- Lycosa poonaensis Tikader & Malhotra, 1980
- Lycosa porteri Simon, 1904
- Lycosa praegrandis C. L. Koch, 1836
  - Lycosa praegrandis discoloriventer Caporiacco, 1949
- Lycosa praestans Roewer, 1960
- Lycosa proletarioides Mello-Leitão, 1941
- Lycosa prolifica Pocock, 1901
- Lycosa pulchella Thorell, 1881
- Lycosa punctiventralis Roewer, 1951
- Lycosa quadrimaculata Lucas, 1858
- Lycosa rimicola Purcell, 1903
- Lycosa ringens Tongiorgi, 1977
- Lycosa rostrata Franganillo, 1930
- Lycosa rufisterna Schenkel, 1953
- Lycosa russea Schenkel, 1953
- Lycosa sabulosa F. O. P.-Cambridge, 1885
- Lycosa salifodina McKay, 1976
- Lycosa salvadorensis Kraus, 1955
- Lycosa separata Roewer, 1960
- Lycosa septembris Strand, 1906
- Lycosa sericovittata Mello-Leitão, 1939
- Lycosa serranoa Tullgren, 1901
- Lycosa shahapuraensis Gajbe, 2004
- Lycosa shaktae Bhandari & Gajbe, 2001
- Lycosa shansia Hogg, 1912
- Lycosa shillongensis Tikader & Malhotra, 1980
- Lycosa signata Lenz, 1886
- Lycosa signiventris Banks, 1909
- Lycosa sigridae Strand, 1917
- Lycosa similis Banks, 1892
- Lycosa singoriensis Laxmann, 1770
- Lycosa sochoi Mello-Leitão, 1947
- Lycosa spiniformis Franganillo, 1926
- Lycosa storeniformis Simon, 1910
- Lycosa subfusca F. O. P.-Cambridge, 1902
- Lycosa subhirsuta L. Koch, 1882
- Lycosa suzukii Yaginuma, 1960
- Lycosa sylvatica Roewer, 1951
- Lycosa tarantula Linnaeus, 1758
  - Lycosa tarantula carsica Caporiacco, 1949
- Lycosa tarantuloides Perty, 1833
- Lycosa tasmanicola Roewer, 1960
- Lycosa teranganicola Strand, 1911
- Lycosa terrestris Butt, Anwar & Tahir, 2006
- Lycosa tetrophthalma Mello-Leitão, 1939
- Lycosa thoracica Patel & Reddy, 1993
- Lycosa thorelli Keyserling, 1877
- Lycosa tista Tikader, 1970
- Lycosa transversa F. O. P.-Cambridge, 1902
- Lycosa trichopus Roewer, 1960
- Lycosa tula Strand, 1913
- Lycosa u-album Mello-Leitão, 1938
- Lycosa vachoni Guy, 1966
- Lycosa vellutina Mello-Leitão, 1941
- Lycosa ventralis F. O. P.-Cambridge, 1902
- Lycosa virgulata Franganillo, 1920
- Lycosa vittata Yin, Bao & Zhang, 1995
- Lycosa wadaiensis Roewer, 1960
- Lycosa wangi Yin, Peng & Wang, 1996
- Lycosa woonda McKay, 1979
- Lycosa wroughtoni Pocock, 1899
- Lycosa wulsini Fox, 1935
- Lycosa yalkara McKay, 1979
- Lycosa yerburyi Pocock, 1901
- Lycosa yizhangensis Yin, Peng & Wang, 1996
- Lycosa yunnanensis Yin, Peng & Wang, 1996